# Фито
Фито је у грчкој митологији била нимфа.

## Митологија
Хигин је наводи као једну од нисејских нимфи, чије име у слободном преводу значи „која сади винову лозу“. Била јој је поверена улога, као и другим нимфама, да чува малог Диониса. Помиње се и као додонска нимфа, која је имала исту улогу, а и као једна од хијада.

## Биологија
Фито је префикс који означава биљке. Фитохром је тако биљни пигмент, фитогеографија је географија биљака, а фитоекологија дисциплина екологије која се бави биљним светом.